# Лайтяу (провинция)
Лайтя́у (вьет. Lai Châu, тьы-ном 萊州) — провинция на северо-западе Вьетнама. Население по данным на 2009 год — 370 135 человек. Административный центр — город Лайтяу.

## География и климат
Граничит с провинцией Дьенбьен (на юге), Шонла и Йенбай (на юго-востоке), Лаокай (на востоке), а также с Китаем (на севере). Площадь составляет 9112,3 км².
Среднегодовая температура на территории провинции составляет 23 °С, среднегодовой уровень осадков — 2500 мм.

## История
До 1954 года территория Лайтяу входила в состав конфедерации Сипсонгчаутхай, её населяли белые таи.
В 2004 году из территории Лайтяу была выделена провинция Дьенбьен.

## Население
По данным на 2019 год численность населения составляет 460 196 человек. Крупнейшей этнической группой были тхай — 31 %, далее следовали мяо — 24 %, вьеты — 15,9 % и яо — 12,8 %.
Динамика численности населения провинции по годам:
| 1999    | 2005    | 2006    | 2013    | 2019    |
| ------- | ------- | ------- | ------- | ------- |
| 243 595 | 314 207 | 319 900 | 392 857 | 460 196 |

## Административное деление
В административном отношении делится на 5 округов и 1 город (Лайтяу).

## Экономика и транспорт
Лайтяу — одна из наиболее бедных провинций Вьетнама и одна из наименее индустриализированных. Основу экономики составляет сельское хозяйство, основные продукты: рис, маис, маниок и чай. Местный чай идёт на экспорт как в другие районы страны, так и за рубеж. Промышленность составляет только около 29 % от экономики провинции. В 2007 году рост экономики составил 14,56 %; в 2006 году — 12,3 %; в период с 2000 по 2005 годы — 50,75 %.
Шоссе № 4 соединяет Лайтяу с провинцией Лаокай; шоссе № 12 — с провинцией Дьенбьен; № 32 — с провинцией Йенбай; имеется также дорога в Китай. В провинции отсутствуют железные дороги, нет также аэропортов. Дорожная инфраструктура всё ещё остаётся довольно низкого качества, дороги с покрытием составляют лишь 19,4 % от всех дорог провинции.